# تاریخ یهودیان در افغانستان

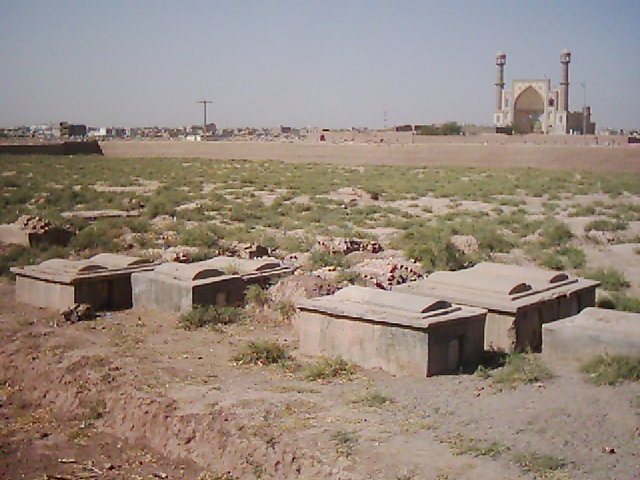
بازماندهٔ گورستان یهودیان هرات موسوم به (قبرستان موسایی‌ها)٬

موشیاخ گل و دانیل گل رهبران یهودیان افغانی در فلسطین سال ۱۹۱۷ میلادی.

پیشینهٔ حضور یهودیان در افغانستان نامعلوم است و گمان می‌رود آن‌ها پس از ویرانی معبدشان توسط بخت النصر فرمانروای بابلی در ۷۲۰ پیش از میلاد (ببینید: ده قبیله گمشده) و تبعیدشان به بابل در ۵۶۰ پیش از میلاد، به مناطقی در جنوب عراق، ایران و افغانستان فعلی کوچانده شدند. شهر بلخ از دیرباز محل سکونت جمعیت قابل توجهی از یهودیان بوده‌است. با این همه یافته‌های گوناگون و شواهد عمده‌ای وجود دارد که حضور مستمر یهودیان را از قرن هشتم تا قرن بیستم در سرزمین افغانستان نشان می‌دهد که بیشتر در شهرهای هرات، کابل، بلخ  می‌زیستند. در زمان وجود جاده ابریشم یهودیان نقش مهمی در تجارت بین شرق و غرب داشتند و افغانستان محل مهمی در انجام این تجارت بود. بر اساس بعضی متون اسلامی حزقیال و ارمیای نبی در بلخ دفن شده‌اند. قبل از حمله مغولها جمعیت یهودی بلخ قابل توجه بوده‌است. تاریخدان مسلمان المقدیسی در مورد باب یهودیان (دروازه یهودی) در بلخ نوشته‌است. در قرن ۱۱ میلادی یهودیان بلخ مسئول نگهداری از باغ سلطان محمود غزنوی در بلخ شدند. بعد از حمله مغولها اطلاعات کافی در مورد جمعیت یهودیان بلخ در دست نیست. در زمان حمله تیمور، وی با یهودیان با ملایمت برخورد کرد و یک محله شهر را با دروازه جدا به آنان اختصاص داد. یهودیان از زمان حمله اعراب با جمعیت قابل توجهی در هرات ساکن بودند و سنگ قبرهایی از قرن ۱۲ میلادی با نوشتارهای یهودی در این شهر موجود است. بعد از حمله مغول تا قرن ۱۸ میلادی اطلاعات زیادی از جمعیت یهودی هرات در دست نیست. بنیامین تطیلی در سفرنامه خود از حضور یهودی در صحبت کرده‌است.
در قرن ۱۸ میلادی و در زمان سلطنت نادرشاه افشار به دستور وی تعدادی از یهودیان از مشهد در کابل و هرات ساکن شده و مأمور نگهداری از جواهرات وی شدند. گروهی دیگر از یهودیان نیز در زمان واقعه الله‌داد برای جلوگیری از مسلمان شدن اجباری به هرات آمدند.بعد از تسخیر هرات توسط سلطان‌مراد میرزا حسام‌السلطنه نیروهای ایرانی با یهودیانی که از مشهد به هرات آمده بودند به شدت برخورد کردند. بعضی ساکنین هرات نیز با نیروهای ایرانی همراه شده و بر ضد یهودیان هرات شهادت دادند. بسیاری از یهودیان با وارد کردن باروت به نیروهای افغان در جنگ با نیروهای ایرانی کمک کرده بودند. در سال ۱۸۵۷ میلادی نیروهای ایرانی تمامی یهودیان هرات را دستگیر نمودند.اموال یهودیان ضبط شد و بسیاری از آنان مورد ضرب و جرح قرار گرفتند. در راه بازگشت اجباری به مشهد بعضی از یهودیان به دلیل سرما و گرسنگی جان خود را از دست دادند. بعد از رسیدن به مشهد آنان در منطقه ای به نام بابا قدرت در شرق مشهد زندانی شده و دوسال در این وضعیت باقی ماندند تا سرانجام ناصرالدین شاه به آنان اجازه داد به هرات بازگردند. شرح ماوقع این اتفاقها در خاطرات ملا متاتیا گرجی، حاخام اعظم یهودیان هرات، نوشته روبن کاشانی آمده‌است.
شهر هرات در قرن ۱۹ دارای چهار کنیسه به نامهای کنیسه گل، کنیسه گرجی، کنیسه ملا یواو و کنیسه ملا شموئل بود. بیشتر یهودیان افغانستان در زندگی روزمره از زبان دری و در زمان عبادت از زبان عبری استفاده می‌کردند. یهودیان افغانستان کمتر از یهودیان کشورهای دیگر با مردم محلی در تماس بودند. بسیاری از آنان به مشاغلی نظیر پزشکی، زرگری، عطاری و تاجری اشتغال داشتند. حکیم جی یحیی پزشک یهودی معروفی در هرات بود. کلینیک او در هرات پذیرای بیماران انبوه یهودی و غیریهودی بود. پزشکان یهودی هم از گیاهان دارویی و هم از مسائل ماوراء طبیعه برای دفع انرژیهای شیطانی استفاده می‌کردند. داستانسرایی در بین یهودیان افغانی بسیار رایج بود. مرکز داستانهای شفاهی یهودی در دانشگاه حیفا دارای ۵۲۷ داستان مربوط به یهودیان افغانستان است. بسیاری از یهودیان افغانستان در سالهای ۱۸۸۲ تا ۱۹۱۴ و ۱۹۳۳ تا ۱۹۳۹ به سرزمین اسرائیل مهاجرت کردند.
تشکیل دولت اسرائیل در سال ۱۹۴۸ میلادی و جنگ‌های اعراب و اسرائیل به تشدید مخالفت‌ها با یهودیان منجر شد. در سال ۱۹۵۰ میلادی که یهودیان به‌طور رسمی اجازه ترک افغانستان را داشتند، یهودیان بسیاری در نیمه اول قرن بیستم آن جا را ترک کرده و برخی از آنان در اسرائیل ساکن شدند. تبلیغات صهیونیستی به‌طور کامل در افغانستان ممنوع گردید و با این همه مهاجرت به آنجا فقط از اواخر سال ۱۹۵۱ م. اجازه داده شد. در سال ۱۹۶۷ م. تعداد یهودیان افغان که به اسرائیل مهاجرت نموده بودند به چهار هزار نفر رسید.
از ۱۹۵۲ م. یهودیان از خدمت در ارتش معاف شدند و مجبور بودند به جای آن مالیات معینی را پرداخت نمایند. در ۱۹۹۰ م. تنها ۱۵ تا ۲۰ خانواده در کابل باقی‌ماندند که آنان نیز در جریان جنگ‌های داخلی افغانستان آن جا را به قصد ایران، ترکمنستان، ازبکستان و هند ترک کردند. تا سال ۲۰۰۱ م. چندین یهودی در کابل شناخته شدند. اسحاق لوی ۸۰ ساله سرایدار کنیسهٔ کابل در ژانویه ۲۰۰۵ درگذشت و برای خاکسپاری به کوه زیتون در اورشلیم برده شد. در حال حاضر زبولون سیمینتوف آخرین یهودیان بازمانده در افغانستان است.
با این حال بسیاری از یهودیان در افغانستان به خاطر مسائل سیاسی و امنیتی خود تغییر دین داده‌اند و به صورت ناشناس در افغانستان به زندگی خود ادامه می‌دهند.
یهودیان سامری نیز در شهرهایی همچون کابل و هرات در حال زندگی هستند ولی هویت واقعی خود را بروز نمی‌دهند.

## پی‌نوشت‌ها
1. ↑  https://www.jewishvirtuallibrary.org/balkh
2. ↑  Tamerlane and the Jews
,Michael Shterenshis,Routledge,2002.
3. ↑  Ben Zion Yehoshua-Raz, “Kabul”, in: Encyclopedia of Jews in the Islamic World, Executive Editor Norman A. Stillman. First published online: 2010
4. ↑  Jadīd Al-Islām
The Jewish "new Muslims" of Meshhed, Raphael Patai, Wayne State University Press, 1997, Page 178.
5. ↑  Jadīd Al-Islām
The Jewish "new Muslims" of Meshhed, Raphael Patai, Wayne State University Press, 1997, Page 178.
6. ↑  The Jews of Iran in the Nineteenth Century
Aspects of History, Community, and Culture, David Yeroushalmi, Brill, 2009, Page 32.
7. ↑  Encyclopedia of Jewish Folklore and Traditions, Raphael Patai, Taylor & Francic, 2015, PP. 8-12.
8. ↑  "اکنون من تنها یهودی شهر هستم، وبگاه تایمز (Times)" (به انگلیسی). Archived from the original on 11 March 2007. Retrieved 18 January 2009.